# En lust att leva
En lust att leva (The Wanting Seed) är en roman av Anthony Burgess utgiven 1962.
Romanen är en dystopi som utspelar sig i ett överbefolkat England i en obestämd framtid. Den handlar om hur en totalitär regim genom statlig kontroll hanterar global överbefolkning och svält.
Den utkom i svensk översättning av Caj Lundgren 1976.